# جاك هنري & شركاه
جاك هنري & شركاه هي شركة تكنولوجيا وخدمات معالجة الدفع لصناعة الخدمات المالية. تخدم أكثر من 9000 عميل على الصعيد الوطني، وتعمل من خلال ثلاث علامات تجارية رئيسية. مقرها الرئيسي في مونيت ، ميزوري ، حققت  1.55 مليار دولار من الإيرادات السنوية خلال السنة المالية 2019.